# Изабела (кратер)
Кратер Гилбер је велики ударни метеорски кратер на површини планете Венере. Налази се на координатама 29,8° јужно и 155,8° западно (планетоцентрични координатни систем +Е 0-360) и са пречником од 175 км други је по величини кратер на овој планети.
Кратер је име добио у част шпанске кастиљанске краљице Изабеле I од Кастиље (1451—1504), а име кратера је 1994. усвојила Међународна астрономска унија.
Од кратера се ка југу и југоистоку протежу два, и до неколико стотина километара дуга линијска структурна подручја испуњена наслагама насталим услед удара. Ова подручја су на радарским снимкама означена светлијим нијансама. Јужни продужетак делимично окружује некадашњи овални вулкански штит пречника око 40 км. Југоисточни продужетак је ишаран сложеном и релативно густом мрежом канала и гребена, и на крајњем истоку се спаја са избаченим материјалом из мањег ударног кратера Кон (пречника око 20 км). Научници претпостављају да су ови токови настали таложењем истопљеног стеновитог материјала насталог као последица метеорског удара (стене се услед великих температура топе и испаравају у атмосферу, а потом се акумулирају око кратера). Слични процеси примећени су и на Земљи као последица изразито снажних вулканских ерупција. Дно кратера је доста равно и на радарским снимкама се види као нешто тамнија област.